# Plattnosvivlar
Plattnosvivlar (Anthribidae) är en familj bland skalbaggarna, och tillhör överfamiljen vivlar. 
Antennerna är tunna och ej ledade, och kan ibland vara längre än kroppen. 
De flesta arter inom familjen livnär sig på svampar eller ruttnande växtmaterial, och larverna livnär sig på död ved. Vissa arter livnär sig på frön och mer ovanligt på insekter med mjukt skal.

## Arter i Sverige
I Sverige finns 13 arter varav de flesta är ovanliga och tre finns med på den nationella rödlistan. Nio av arterna lever i döda lövträd och de övriga fyra lever i sköldlöss på träd och buskar.

### Bofasta och reproducerar i Sverige[5]
- Granplattnos (Allandrus undulatus) (Status: Livskraftig)
- Eksköldlusbagge (Anthribus fasciatus) (Status: Sårbar)
- Grå sköldlusbagge (Anthribus nebulosus) (Status: Livskraftig)
- Porssköldlusbagge (Anthribus scapularis) (Status: Livskraftig)
- Resedabagge (Bruchela rufipes) (Status: Livskraftig)
- Ljus nästingbagge (Choragus sheppardi) (Status: Sårbar)
- Mörk nästingbagge (Choragus horni) (Status: Sårbar)
- Vitnosad plattnos (Dissoleucas niveirostris) (Status: Livskraftig)
- Björkplattnos (Gonotropis dorsalis) (Status: Nära hotad)
- Rönnplattnos (Gonotropis gibbosa) (Status: Nära hotad)
- Storplattnos (Platyrhinus resinosus) (Status: Nära hotad)
- Alplattnos (Platystomos albinus) (Status: Livskraftig)
- Grenplattnos (Pseudeuparius sepicola) (Status: Nära hotad)

### Arter som påträffats i Sverige[5]
- Kaffevivel (Araecerus fasciculatus)
- Araecerus grisescens
- Ekplattnos (Tropideres albirostris)

## Släkten
| - Acanthopygus c g - Acanthothorax c g - Acarodes c g - Acaromimus Jordan, 1907 i c g b - Achoragus c g - Acorynus c g - Adapterops Frieser, 2010 g - Adoxastia c g - Aethessa c g - Afrocedus c g - Afrophaenotherium c g - Allandrus LeConte, 1876 i c g b - Allochoragus c g - Allochromicis c g - Alloderes c g - Alloplius c g - Alloschema - Alticopus c g - Altipectus c g - Ambonoderes - Amecus - Anacerastes c g - Analotes c g - Anaulodes c g - Ancylotropis c g - Androceras c g - Androporus Holloway, 1982 g - Aneurhinus c g - Anhelita c g - Anthiera c g - Anthrenosoma c g - Anthribidus c g - Anthribisomus c g - Anthribites c g - Anthribulus c g - Anthribus Geoffroy, 1762 i c g b - Anthrimecus c g - Antioxenus c g - Antribisomus c g - Apatenia c g - Aphaulimia c g - Apinotropis c g - Apolecta c g - Apolectella c g - Apteroxenus c g - Arachnocaulus c g - Araecerus Schoenherr, 1823 i c g b - Araeocerodes c g - Araeocerus c g - Araeocorynus c g - Araeoderes Schaeffer, 1906 i c g b - Aranthribus Kuschel, 1998 g - Arecopais c g - Asemorhinus c g - Astianus c g - Atinella c g - Atinellia c g - Atophoderes c g - Atoporhis c g - Atropideres c g - Aulodina c g - Aurigeripilus Mermudes g - Autotropis c g - Balanodes c g - Barra c g - Barridia c g - Basarukinia c g - Baseocolpus c g - Basidissus c g - Basitropis c g - Batyrhinius c g - Blaberops c g - Blabirhinus c - Bothrus c g - Botriessa c g - Brachetrus c g - Brachycorynus Valentine, 1998 i g b - Brachylaenus c g - Brachytarsoides c g - Brachytarsus c g - Branconymus c g - Brevibarra c g - Breviurodon c g - Bruchela c g - Bruchella c g - Bythoprotus c g - Caccorhinus c g - Cacephatus c g - Caenophloeobius c g - Caliobius Holloway, 1982 g - Callanthribus c g - Camaroderes c g - Cappadox c g - Caranistes c g - Catephina c g - Cedocus c g - Cedus c g - Cenchromorphus c g - Cerambyrhynchus c g - Cercomorphus c g - Cercotaphius c g - Cerius Holloway, 1982 g - Chirotenon c g - Choragus Kirby, 1819 i c g b - Cisanthribus c g - Citacalus c g - Cleorisintor c g - Cleranthribus c g - Commista c g - Conauchenus c g - Contexta c g - Cornipila c g - Corrhecerus c g - Corynaecia c g - Cratoparis c g - Cretanthribus Legalov, 2009 g - Cretochoragus Soriano, Gratshev & Delclòs, 2006 g - Cybosoma c g - Cylindroides c g - Cyptoxenus Valentine, 1982 g - Dasyanthribus Holloway, 1982 g - Dasycorynus c g - Dasyrhopala c g - Decataphanes c g - Dendropemon c g - Dendrotrogus c g - Derisemias c g - Derographium c g - Deropygus c g - Deuterocrates c g - Diastatotropis Lacordaire, 1866 g - Dinema Fairmaire, 1849 i c g - Dinephrius c g - Dinocentrus c g - Dinomelaena c g - Dinosaphis c g - Directarius c g - Discotenes Labram & Imhoff, 1839 i c g b - Disphaerona c g - Disphaeronella c g - Dissoleucas c g - Doeothena c g - Dolichocera c g - Domoptolis c g - Doticus c g - Dysnocryptus c g - Dysnos c g - Ecelonerus c g - Echotropis c g | - Ecprepia c g - Ectatotarsus c g - Eczesaris - Electranthribus Legalov, 2013 g - Enedreutes c g - Enedreytes c g - Ennadius - Enspondus c g - Entaphioides c g - Entromus c g - Eothaumas c g - Epargemus c g - Epicerastes c g - Epidysnos c g - Epiplaterus c g - Epitaphius c g - Erichsonocis c g - Erotylopsis c g - Esocus c g - Ethneca - Etnalidius Kuschel, 1998 g - Etnalis c g - Euciodes c g - Eucloeus c g - Eucorynus c g - Eucyclotropis c g - Eugigas c g - Eugonissus c g - Eugonodes c g - Eugonops c g - Eugonus Schoenherr, 1833 i c g b - Eupanteos c g - Euparius Schoenherr, 1823 i c g b (fungus weevils) - Euphloeobius c g - Eurometopus c g - Eurymycter LeConte, 1876 i c g b - Euscelus - Eusintor c g - Eusphyrus LeConte, 1876 i c g b - Euxenulus Valentine, 1960 i c g b - Euxenus LeConte, 1876 i c g b - Euxuthus c g - Exechesops c g - Exechontis c g - Exilis c g - Exillis Pascoe, 1860 i c g - Exurodon c g - Garyus c g - Genethila c g - Gibber c g - Glaesotropis Gratshev & Zherikhin, 1995 g - Gnathoxena c g - Gnoticarina c g - Gomphides c g - Gomyaccudus Frieser, 1980 g - Goniocloeus Jordan, 1904 i c g b - Gonops c g - Gonotropis LeConte, 1876 i c g b - Griburiosoma c g - Gulamentus c g - Gymnognathus Schoenherr, 1826 i c g b - Gynandrocerus c g - Habrissus c g - Habroxenus Valentine, 1998 i g b - Hadromerina c g - Haplopygus Kuschel, 1998 g - Helmoreus Holloway, 1982 g - Heniocera c g - Hiera c g - Holophloeus c g - Holostilpna c g - Homalorhamphus c g - Homocloeus c g - Homoeodera c g - Homoeotropis c g - Hoplorhaphus Holloway, 1982 g - Hormiscops c g - Howeanthribus c g - Hucus c g - Hybosternus c g - Hylopemon c g - Hylotribus c g - Hypselotropis c g - Hypseus c g - Icospermus c g - Idiopus - Illis c g - Indotaphius c g - Isanthribus Holloway, 1982 g - Ischnocerus Schoenherr, 1839 i c g b - Japanthribus c g - Jordanthribus c g - Lagopezus c g - Lawsonia Sharp, 1873 g - Lemuricedus c g - Leptonemus c g - Lichenobius c g - Limiophaula c g - Litocerus c g - Litotropis c g - Macrocephalus Luo & Hu, 1999 c g - Macrotrichius c g - Mallorrhynchus c g - Mauia Blackburn, 1885 i c g - Mecocerina c g - Mecocerinopis c g - Mecocerus c g - Meconemus c g - Mecotarsus c g - Mecotropis c g - Meganthribus c g - Megatermis c g - Megax c g - Melanopsacus c g - Mentanus c g - Merarius c g - Meriolus c g - Mesidiotropis c g - Mesocranius Kuschel, 1998 g - Messalius c g - Mionus Kuschel, 1998 g - Misthosima c g - Misthosimella c g - Monocloeus c g - Monosirhapis c g - Morphocera c g - Mucronianus c g - Mycteis c g - Mylascopus c g - Nausicus c g - Neanthribus c g - Nemotrichus c g - Neoxenus Valentine, 1998 i g b - Nerthomma c g - Neseonos c g - Nesidobius c g - Nessia c - Nessiabrissus c g - Nessiara c g - Nessiaropsis c g - Nessiodocus c g - Nistacares c g - Notiana c g - Notioxenus c g - Notochoragus c g - Notoecia c g - Noxius c g - Opanthribus c g | - Opisolia c g - Ormiscus G. R. Waterhouse, 1845 i c g b - Orthotropis c g - Oxyconus c g - Oxyderes c g - Ozotomerus c g - Pachygenia c g - Paecilocaulus c g - Palazia c g - Panastius c g - Pantorhaenas c g - Papuatorhaenas c g - Parablops - Paramesus c g - Paranthribus c g - Paraphloeobius c g - Parexillis c g - Paropus c g - Peltorrhinus c g - Penestica c g - Peribathys c g - Perichoragus c g - Perroudius Holloway, 1982 g - Phaenithon Schönherr, 1826 c g b - Phaeniton Schoenherr, 1823 i - Phaenotheriolum c g - Phaenotherion c g - Phaenotheriopsis c g - Phaenotheriosoma c g - Phaenotherium c g - Phaeochrotes c g - Phanosolena c g - Phaulimia c g - Phides c g - Phloeobiopsis c g - Phloeobius Schoenherr, 1823 i c g - Phloeomimus c g - Phloeopemon c g - Phloeophilus c g - Phloeops c g - Phloeotragus c g - Phoenicobiella Cockerell, 1906 i c g b - Phoenicobius c g - Phrynoidius c g - Physopterus c g - Piesocorynus Dejean, 1834 i g b - Piezobarra c g - Piezocorynus c g - Piezonemus c g - Pilitrogus c g - Pioenia c g - Pioenidia c g - Pistorhinus Kuschel, 1998 g - Platyrhinus Clairville, 1798 c - Platystomos c g - Platystomus c g - Plesiobasis c g - Plintheria c g - Polycorynus c g - Proscoporhinus c g - Proscoporrhinus c g - Proscopus - Protaedus c g - Protomerus c - †Protoscelis Medvdev, 1968 - Prototropis c g - Pseudeuparius c g - Pseudobasidissus c g - Pseudocedus c g - Pseudochoragus Petri, 1912 i c g b - Pseudomecorhis c g - Ptychoderes c g - Raphitropis c g - Rawasia c g - Rhaphidotropis c g - Rhaphitropis c g - Rhinanthribus c g - Rhinobrachys c g - Rhinotropis c g - Rhynapion c g - Saperdirhynchus Scudder, 1893 g - Schimatocheilus c g - Scirtetinus c g - Scymnopis c g - Sharpius Holloway, 1982 g - Sicanthus Valentine, 1998 i g b - Sintor c g - Sintorops c g - Solox Kuschel, 1998 g - Sophronus Kuschel, 1998 g - Spatorrhamphus c g - Sphinctotropis c g - Stenocerus Schoenherr, 1826 i c g b - Stenorhis c g - Stenorhynchus Lamarck, 1818 i c g - Sternocyphus c g - Stiboderes c g - Strabops c g - Straboscopus c g - Streneoderma c g - Styphlochoragus c g - Sympaector c g - Synchoragus c g - Syntophoderes c g - Systaltocerus c g - Taburnus c g - Talpella c g - Taphrodes c g - Tapinidius c g - Telala c g - Telphes c g - Teratanthribus c g - Tetragonopterus - Tophoderellus c g - Tophoderes c g - Toxonotus Lacordaire, 1866 i c g b - Toxotropis c g - Trachitropis b - Trachycyphus c g - Trachytropis Jordan, 1904 i c g - Tribasileus Holloway, 1982 g - Tribotropis c g - Trigonorhinus Wollaston, 1861 i c g b - Trigonorrhinus c g - Triplodus c g - Tropideres c g - Tropiderinus c g - Tropidivisus c g - Tropidobasis c g - Ulorhinus c g - Uncifer c g - Urodon c g - Urodontus Louw, 1993 i - Uterosomus c g - Valenfriesia Alonso-Zarazaga & Lyal, 1999 g - Vitalis - Xanthoderopygus Senoh, 1984 g - Xenanthribus c g - Xenocerus c g - Xenognathus c - Xenopternis c g - Xenorchestes c g - Xenotropis c g - Xylinada c g - Xylinades c g - Xylopoemon c g - Xynotropis c g - Xynotrupis c g - Zopyrinus c g - Zygaenodes c g |

Källor: i = ITIS, c = Catalogue of Life, g = GBIF, b = Bugguide.net